# Список гравців НХЛ, які закинули 500 шайб у чемпіонаті
19 жовтня 1957 Моріс Рішар першим у НХЛ закинув 500-ту шайбу в регулярному чемпіонаті. Вона влетіла у ворота голкіпера «Чикаго Блекгокс» Гленна Голла. Для гравців НХЛ межа в 500 голів вважається чудовим результатом.

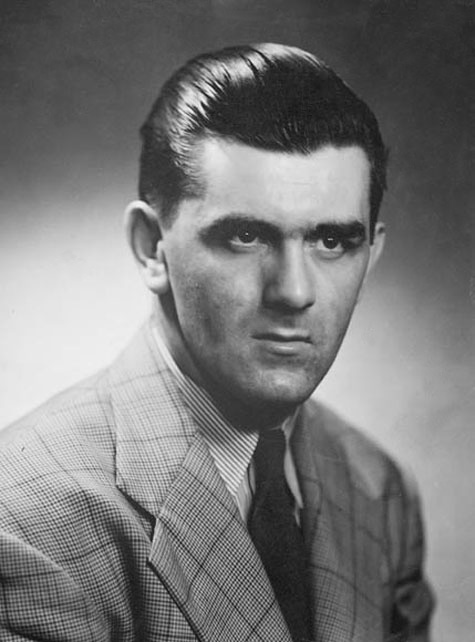
Моріс Рішар

В 1962 до Рішара при'єднався Горді Хоу, який тривалий час очолював список (801 закинута шайба). Лише в сезоні 1993/94 Вейн Грецкі вийшов на перше місце і в подальшому довів свій доробок до 894 голів.
Вейну Грецкі знадобилося найменша кількість поєдинків для включення його до списку (575 матчів). Дев'ятнадцять гравців із сорока сімох на час зарахування до списку провели менше 1000 матчів. 
Поміж членів «Списку 500» Майк Боссі має найкращу середню результативність — понад 76 відсотків. Друге місце за цим показником у Маріо Лем'є.
Воротар Патрік Руа тричі потрапив до списку пропускаючі 500-і шайби від Стіва Айзермана в 1996, Джо Маллена в 1997 та Брендана Шенагена в 2002, що не є дивним так як на рахунку Патріка 1029 матчі в НХЛ, що є другим показником після Мартена Бродера (1266 матчів).
До списку входять 35 канадців, п'ятеро американців (Бретт Халл, Джо Маллен, Майк Модано, Джеремі Ренік, Кейт Ткачук), два фіна (Ярі Куррі, Теему Селянне), два представника Словаччини (Петер Бондра, Маріан Госса) та по одному представнику Чехії (Яромір Ягр), Швеції (Матс Сундін) та Росії (Олександр Овечкін).

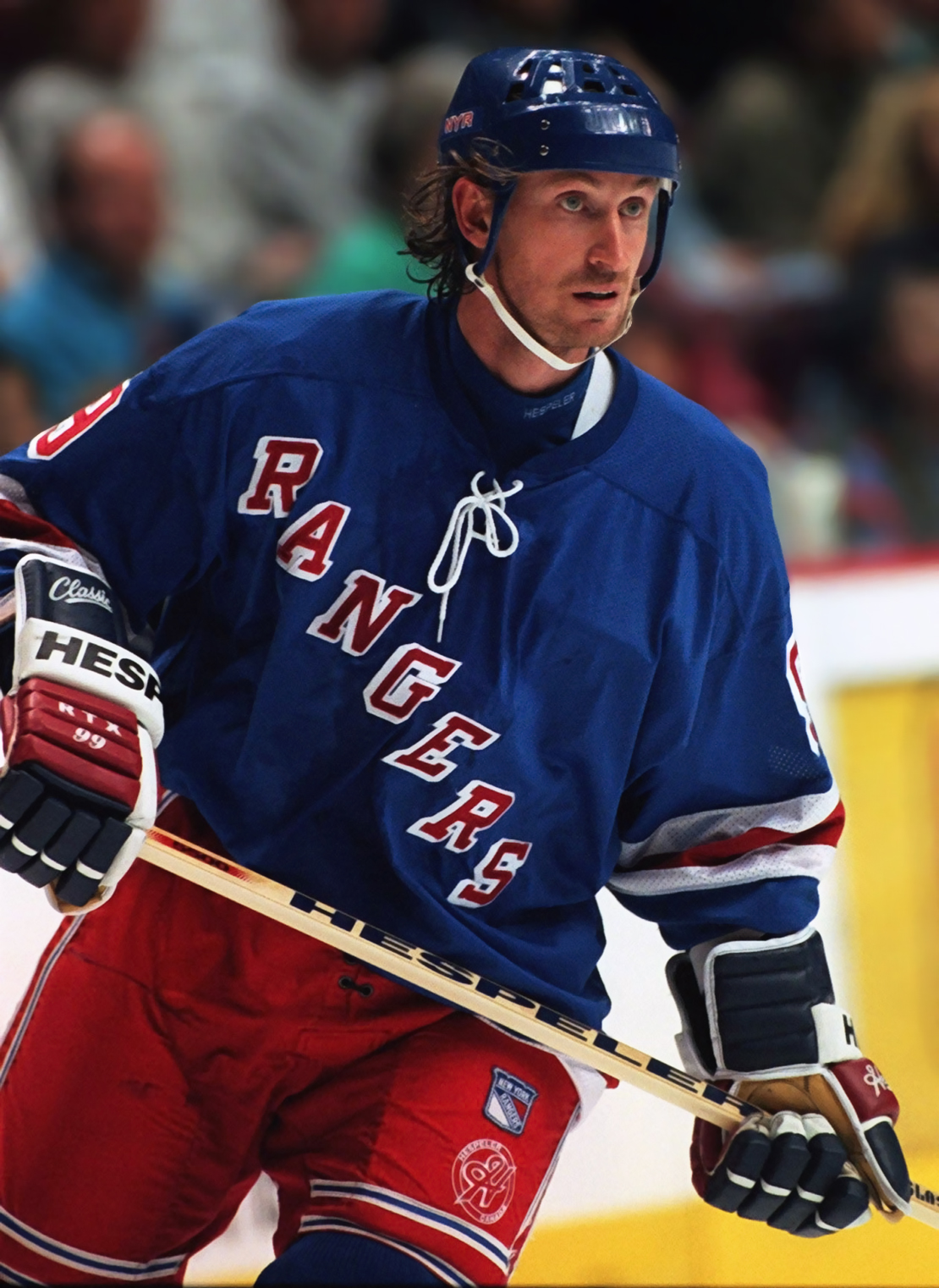
Вейн Грецкі

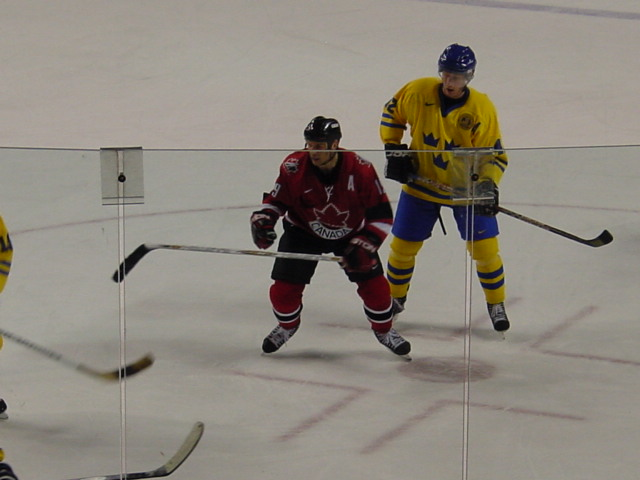
Стів Айзерман

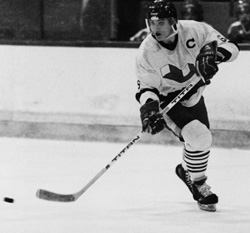
Маріо Лем'є

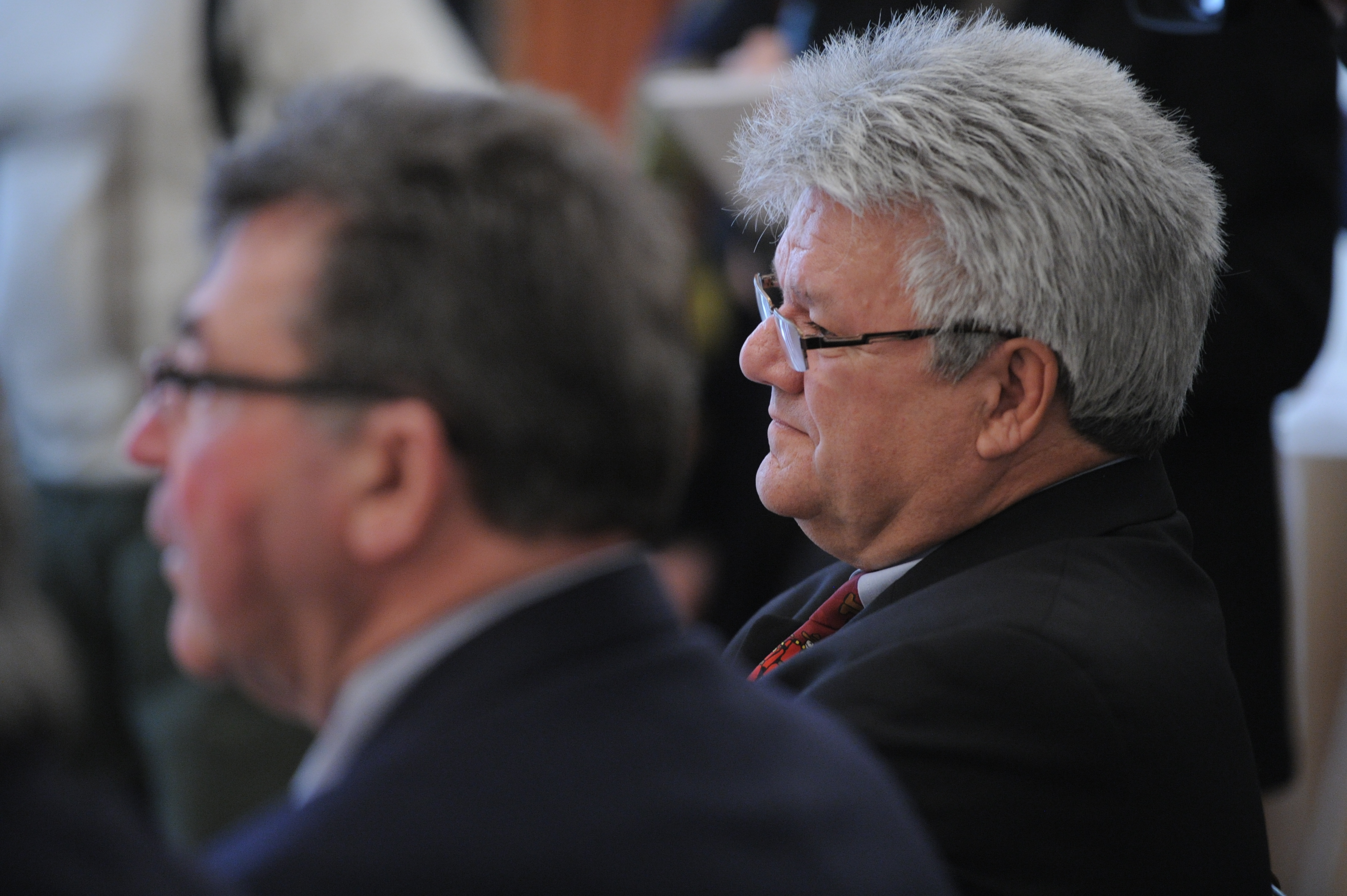
Марсель Діонн

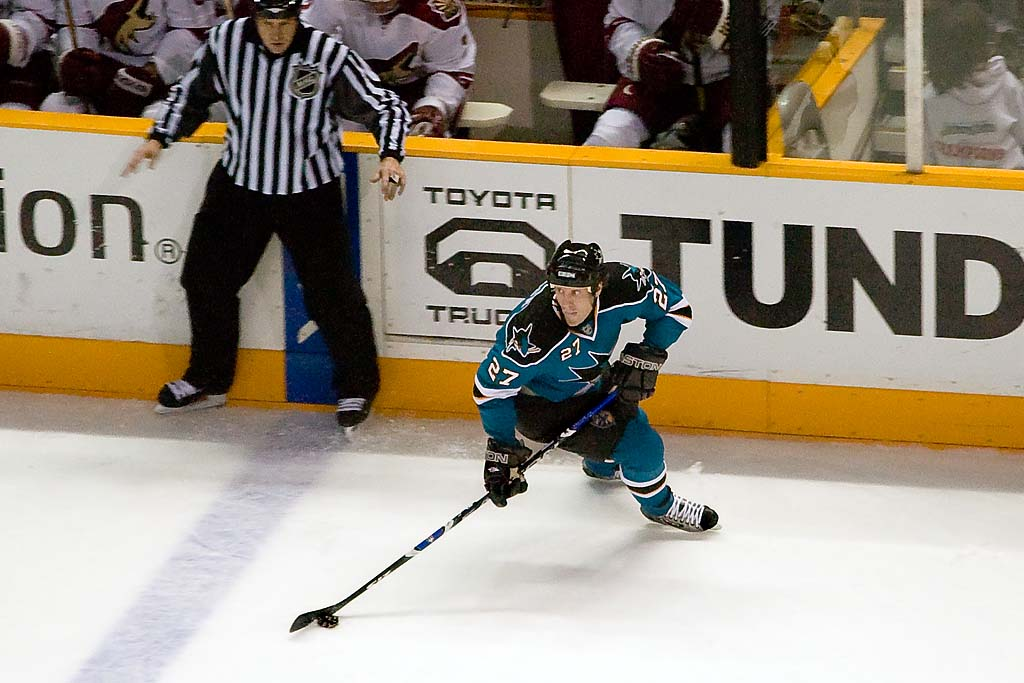
Джеремі Ренік

## Список
Оновлення на 2 січня 2024 року.
Легенда
М - місце в рейтингу
Голи - загальна кількість закинутих шайб
Команда – команда, у складі якої хокеїст закинув 500 шайбу
№ гри – порядковий номер матчу, в якому була закинута 500 шайба
ЗКМ – Загальна кількість матчів за кар'єру
ЗХС – Рік з якого є членом Зали слави хокею
   Гравці, які ще виступають в НХЛ

| М  | Гравець           | Голи | Дата              | Команда             | № гри | Воротар суперників                    | ЗКМ  | ЗХС      | Примітки    |
| -- | ----------------- | ---- | ----------------- | ------------------- | ----- | ------------------------------------- | ---- | -------- | ----------- |
| 1  | Олександр Овечкін | 895  | 10 січня 2016     | Вашингтон Кепіталс  | 801   | Ендрю Гаммонд                         | 1487 | Виступає | [ 2 ] [ 3 ] |
| 2  | Вейн Грецкі       | 894  | 22 листопада 1986 | Едмонтон Ойлерз     | 575   | (порожні ворота Канакс)               | 1487 | 1999     | [ 4 ]       |
| 3  | Горді Гоу         | 801  | 14 березня 1962   | Детройт Ред Вінгз   | 1045  | Гамп Ворслі                           | 1767 | 1972     | [ 5 ]       |
| 4  | Яромир Ягр        | 766  | 4 лютого 2003     | Вашингтон Кепіталс  | 928   | Джон Грем                             | 1733 |          | [ 6 ]       |
| 5  | Бретт Галл        | 741  | 22 грудня 1996    | Сент-Луїс Блюз      | 693   | Стефан Фісе                           | 1269 | 2009     | [ 7 ]       |
| 6  | Марсель Діонн     | 731  | 14 грудня 1982    | Лос-Анджелес Кінгс  | 887   | Ел Єнсен                              | 1348 | 1992     | [ 8 ]       |
| 7  | Філ Еспозіто      | 717  | 22 грудня 1974    | Бостон Брюїнс       | 803   | Джим Рутерфорд                        | 1282 | 1984     | [ 9 ]       |
| 8  | Майк Гартнер      | 708  | 14 жовтня 1991    | Нью-Йорк Рейнджерс  | 936   | Майк Лют                              | 1432 | 2001     | [ 10 ]      |
| 9  | Марк Мессьє       | 694  | 6 листопада 1995  | Нью-Йорк Рейнджерс  | 1141  | Рік Табараччі                         | 1756 | 2007     | [ 11 ]      |
| 10 | Стів Айзерман     | 692  | 17 січня 1996     | Детройт Ред Вінгз   | 906   | Патрік Руа                            | 1514 | 2009     | [ 12 ]      |
| 11 | Маріо Лем'є       | 690  | 26 жовтня 1995    | Піттсбург Пінгвінс  | 605   | Томмі Седерстрем                      | 915  | 1997     | [ 13 ]      |
| 12 | Теему Селянне     | 684  | 22 листопада 2006 | Анагайм Дакс        | 982   | Жозе Теодор                           | 1451 | 2017     | [ 14 ]      |
| 13 | Люк Робітайл      | 668  | 7 січня 1999      | Лос-Анджелес Кінгс  | 928   | Двейн Ролосон                         | 1431 | 2009     | [ 15 ]      |
| 14 | Брендан Шенаген   | 656  | 23 березня 2002   | Детройт Ред Вінгз   | 1100  | Патрік Руа                            | 1524 | 2013     | [ 16 ]      |
| 15 | Дейв Андрейчук    | 640  | 15 березня 1997   | Нью-Джерсі Девілс   | 1070  | Білл Ренфорд                          | 1639 | 2017     | [ 17 ]      |
| 16 | Джо Сакік         | 625  | 11 грудня 2002    | Колорадо Аваланч    | 1044  | Дан Клутьє                            | 1378 | 2012     | [ 18 ]      |
| 16 | Джером Ігінла     | 625  | 7 січня 2012      | Калгарі Флеймс      | 1149  | Ніклас Бекстрем                       | 1554 |          | [ 19 ]      |
| 18 | Боббі Галл        | 610  | 21 лютого 1970    | Чикаго Блекгокс     | 861   | Едді Джакомін                         | 1063 | 1983     | [ 20 ]      |
| 19 | Діно Чіккареллі   | 608  | 8 січня 1994      | Детройт Ред Вінгз   | 946   | Келлі Груді                           | 1232 | 2010     | [ 21 ]      |
| 20 | Ярі Куррі         | 601  | 17 жовтня 1992    | Лос-Анджелес Кінгс  | 833   | (порожні ворота Брюїнс)               | 1251 | 2001     | [ 22 ]      |
| 21 | Марк Реккі        | 577  | 26 січня 2007     | Піттсбург Пінгвінс  | 1303  | Марті Турко                           | 1652 | 2017     | [ 23 ]      |
| 22 | Майк Боссі        | 573  | 2 січня 1986      | Нью-Йорк Айлендерс  | 647   | (порожні ворота Брюїнс)               | 752  | 1991     | [ 24 ]      |
| 23 | Сідні Кросбі      | 571  | 15 лютого 2022    | Піттсбург Пінгвінс  | 1077  | Картер Гарт                           | 1226 | Виступає | [ 25 ]      |
| 24 | Патрік Марло      | 566  | 2 грудня 2017     | Сан-Хосе Шаркс      | 1463  | Раєн Міллер                           | 1779 |          | [ 26 ]      |
| 25 | Джо Ньювендайк    | 564  | 17 січня 2003     | Нью-Джерсі Девілс   | 1094  | Кевін Вікс                            | 1257 | 2011     | [ 27 ]      |
| 25 | Матс Сундін       | 564  | 14 жовтня 2006    | Торонто Мейпл Ліфс  | 1162  | Міікка Кіпрусофф                      | 1346 | 2012     | [ 28 ]      |
| 27 | Майк Модано       | 561  | 13 березня 2007   | Даллас Старс        | 1225  | Антеро Нііттімякі                     | 1499 | 2014     | [ 29 ]      |
| 28 | Гі Лефлер         | 560  | 20 грудня 1983    | Монреаль Канадієнс  | 918   | Гленн Реш                             | 1126 | 1988     | [ 30 ]      |
| 29 | Джонні Буцик      | 556  | 30 жовтня 1975    | Бостон Брюїнс       | 1370  | Ів Беланже                            | 1540 | 1981     | [ 31 ]      |
| 30 | Рон Френсіс       | 549  | 2 січня 2002      | Кароліна Гаррікейнс | 1533  | Байрон Дефо                           | 1731 | 2007     | [ 32 ]      |
| 31 | Мішель Гуле       | 548  | 16 лютого 1992    | Чикаго Блекгокс     | 951   | Джефф Різ                             | 1089 | 1998     | [ 33 ]      |
| 32 | Моріс Рішар       | 544  | 19 жовтня 1957    | Монреаль Канадієнс  | 863   | Гленн Голл                            | 978  | 1961     | [ 34 ]      |
| 33 | Стен Микита       | 541  | 27 лютого 1977    | Чикаго Блекгокс     | 1221  | Чезаре Маньяго                        | 1394 | 1983     | [ 35 ]      |
| 34 | Кіт Ткачук        | 538  | 6 квітня 2008     | Сент-Луїс Блюз      | 1055  | (порожні ворота Колумбус Блю-Джекетс) | 1201 |          | [ 36 ]      |
| 35 | Френк Маховлич    | 533  | 21 березня 1973   | Монреаль Канадієнс  | 1105  | Данк Вілсон                           | 1181 | 1981     | [ 37 ]      |
| 36 | Стівен Стемкос    | 531  | 18 січня 2023     | Тампа-Бей Лайтнінг  | 965   | Спенсер Мартін                        | 1039 | Виступає | [ 38 ]      |
| 37 | Маріан Госса      | 525  | 18 жовтня 2016    | Чикаго Блекгокс     | 1240  | Міхал Нойвірт                         | 1309 | 2020     | [ 39 ]      |
| 38 | Браян Тротьє      | 524  | 13 лютого 1990    | Нью-Йорк Айлендерс  | 1104  | Рік Вемслі                            | 1279 | 1997     | [ 40 ]      |
| 39 | Пет Вербек        | 522  | 22 березня 2000   | Детройт Ред Вінгз   | 1285  | Фред Бретвайт                         | 1424 |          | [ 41 ]      |
| 40 | Дейл Гаверчук     | 518  | 31 січня 1996     | Сент-Луїс Блюз      | 1103  | Фелікс Потвен                         | 1188 | 2001     | [ 42 ]      |
| 41 | П'єр Тарджон      | 515  | 8 листопада 2005  | Колорадо Аваланч    | 1229  | Веса Тоскала                          | 1294 |          | [ 43 ]      |
| 42 | Джеремі Ренік     | 513  | 10 листопада 2007 | Сан-Хосе Шаркс      | 1267  | Алекс Олд                             | 1363 |          | [ 44 ]      |
| 43 | Жільбер Перро     | 512  | 9 березня 1986    | Баффало Сейбрс      | 1159  | Ален Шевріє                           | 1191 | 1990     | [ 45 ]      |
| 44 | Жан Беліво        | 507  | 11 лютого 1971    | Монреаль Канадієнс  | 1101  | Жиль Жильбер                          | 1125 | 1972     | [ 46 ]      |
| 45 | Петер Бондра      | 503  | 22 грудня 2006    | Чикаго Блекгокс     | 1050  | Жан-Себастьян Обен                    | 1081 |          | [ 47 ]      |
| 46 | Джо Маллен        | 502  | 14 березня 1997   | Піттсбург Пінгвінс  | 1052  | Патрік Руа                            | 1062 | 2000     | [ 48 ]      |
| 47 | Ленні Мак-Дональд | 500  | 21 березня 1989   | Калгарі Флеймс      | 1107  | Марк Фіцпатрік                        | 1111 | 1992     | [ 39 ]      |